# Agnieszka Krawczuk
Agnieszka Krawczuk (ur. 14 lutego 1983) – polska lekkoatletka, dyskobolka uprawiająca również pchnięcie kulą.

## Kariera
Zawodniczka klubów: Ostrowianka (1998-1999), Technik Ostrów Mazowiecka (2000-2001), UOLKA Ostrów Mazowiecka (2002), AZS-AWF Warszawa (2003-2007). Brązowa medalistka mistrzostw Polski w rzucie dyskiem (2007). Dwukrotna młodzieżowa mistrzyni Polski w rzucie dyskiem (2003, 2004) oraz dwukrotna brązowa medalistka: w pchnięciu kulą (2004) oraz w rzucie dyskiem (2005). Rekord życiowy w rzucie dyskiem 58,01 (2006).